# Sokol Angjeli
Sokol Angjeli (ur. 30 czerwca 1955 w Tiranie) – albański aktor i reżyser teatralny i filmowy.

## Życiorys
W 1976 ukończył studia na wydziale aktorskim Instytutu Sztuk w Tiranie, a następnie w 1986 specjalizację w zakresie reżyserii teatralnej. Pracował w Teatrze Ludowym (alb. Teatri Popullor) jako aktor i reżyser, a także w Teatrze Metropol. Na scenie narodowej wystąpił po raz pierwszy w roli Eliodora Paku w sztuce Njeriu qe pa vdekjen me sy Victora Eftimiu. Na dużym ekranie zadebiutował w 1978 niewielką rolą w filmie Pas gjurmeve. Zagrał 9 ról w albańskich filmach fabularnych.

## Role filmowe
- 1978: Pas gjurmeve jako nauczyciel
- 1978: Në pyjet me borë ka jetë jako Bato
- 1980: Shoqja nga fshati jako reżyser
- 1981: Kur xhirohej një film jako malarz Ilir
- 1987: Binarët jako Dritan
- 1993: E diela e fundit
- 1999: Funeral business
- 2000: Nje baba teper jako Arsen
- 2014: Amaneti jako profesor
- 2023: Rohbau jako Arben